# 乔治王街 (特拉维夫)
32°04′32″N 34°46′35″E / 32.07556°N 34.77639°E

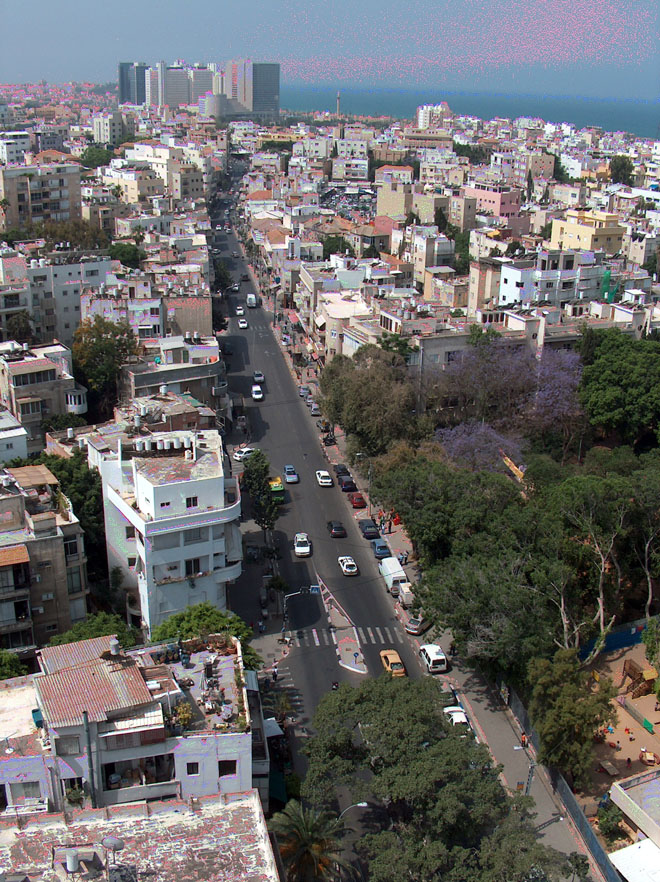
乔治王街

乔治王街（希伯來語：‎ Rehov HaMelekh George）是以色列特拉维夫的一条街道，北起马萨里克广场，南到大卫之星广场。这条街在巴勒斯坦託管地时期，以英国乔治五世命名。
在20世纪20年代初，这条街称为“迦密街”，1935年，改为现名，以纪念国王的银禧庆祝。
这条街是一个繁华的商业中心，有很多商店，餐馆和咖啡馆。
其中值得注意的地点有：
- 米迦勒广场
- 迪岑哥夫中心
- 大卫之星广场
- 迦密山市场
- 梅厄花园
- Metzudat Ze'ev